# مجزرة عائلة النباهين (8 أكتوبر 2023)
مجزرة عائلة النباهين (8 أكتوبر 2023) هي مجزرةٌ ارتكبها سلاح الجوّ الإسرائيلي بحق أطفال عائلة النباهين حينما أغارَ على منزلهم خلال يوم الأحد الموافق 8 أكتوبر 2023 بشن سلسلة غارات على مخيم البريج، واستهدفت هذه الغارات منزل سكني يعيش به أفراد عائلة النباهين. هذه المجرزة واحدة من ضمن سلسلة مجازر ارتكبها الاحتلال الإسرائيلي خلال الحرب الفلسطينية الإسرائيلية بعد عملية طوفان الأقصى التي شنتها المقاومة، تسبّبت هذه المجزرة الإسرائيليّة والتي استهدفت منزل يضم عدد من المدنيين بارتقاء أكثر من 11 شهيداً من عائلة النباهين ومن بينهم 10 أطفال.

## خلفية الحدث
في ساعاتِ الصباح الأولى من يوم السابع من أكتوبر 2023 أطلقت حركة المقاومة الإسلامية حماس عبر ذراعها العسكري كتائب الشهيد عز الدين القسام عملية طوفان الأقصى وذلك ردًا على الاعتداءات الإسرائيلية وتدنيس الأقصى والاستمرار في الاستيطان، كما أكّد على ذلك محمد الضيف القائد العام للقسّام والذي أعطى إشارة انطلاق العمليّة التي شهدت اقتحامًا من المقاومين لمستوطنات غلاف غزة ونجحوا في قتلِ عدد كبيرٍ من الجنود الإسرائيلين، وأسر عشرات آخرين كما استطاعوا خلال ساعات قطع عشرات الكيلومترات ووصلوا لمستوطنات أبعد من تلك المحيطة والقريبة من قطاع غزة.
استمرَّت الاشتباكات بين الجيش الإسرائيلي وبين المقاومين في عديد من المستوطنات وعلى رأسها مستوطنة سديروت. الرد الإسرائيلي على هذه العمليّة جاء من خلال شنّ سلاح الجو الإسرائيلي عشرات الغارات العشوائيّة على القطاع متسبّبة في مقتل عشرات المدنيين وتدمير البنية التحتية لمدن القطاع، ليصل حد فرض إغلاق شامل وقطع متعمد لكل الخدمات من ماء وكهرباء وغاز، وهو ما هدَّد حياة أكثر من مليونَي فلسطيني يعيشُ داخل القطاع الذي يُعاني أصلًا من تبعات الحصار الخانق عليهم منذ ستة عشر عاماً.

## الضحايا
- الطفل كنان النباهين
- الطفل ريان النباهين
- الطفلة مريم النباهين
- الطفلة رهف النباهين
- الطفل محمد النباهين
- الطفل محمد النباهين
- الطفل آدم النباهين
- الطفل قيس النباهين
- الطفلة أريج النباهين
- الطفل أنس إبراهيم النباهين
- عطية فتحي النباهين